# Castello di Brianza
Castello di Brianza är en kommun i provinsen Lecco i regionen Lombardiet i Italien. Kommunen hade 2 598 invånare (2018).